# Yōhei Toyoda
Yōhei Toyoda (豊田 陽平 Toyoda Yōhei?, Komatsu, Ishikawa, 11 de abril de 1985) es un exfutbolista japonés que jugaba en la demarcación de delantero.

## Biografía
En 2004 con 19 años de edad debutó como futbolista con el Nagoya Grampus, que militaba en la J1 League. Después de tres temporadas no muy frictíferas se marchó al Montedio Yamagata en la J. League 2, llegando a despuntar en 2008 al marcar once goles en 23 partidos jugados. Después de esto, y tras un breve período jugando en el Kyoto Sanga, Toyoda fue traspasado al Sagan Tosu. Un año después de su debut consiguió ser el máximo goleador de la J. League Division 2 al marcar 19 goles en liga, ascendiendo ese mismo año de categoría. En 2012 formó parte del mejor equipo de la J. League.
Para la temporada 2022 fichó por el Zweigen Kanazawa.

## Selección nacional
Hizo su debut con la selección absoluta de Japón en los Juegos Olímpicos de Pekín 2008 cuando fue convocado por primera vez. Además marcó su primer gol con el combinado en la fase de grupos contra Nigeria. En 2013 ganó el Campeonato de Fútbol del Este de Asia tras quedar primera de grupo con siete puntos. Además formó parte de la lista preliminar de Alberto Zaccheroni para jugar la Copa Mundial de Fútbol de 2014, y finalmente quedándose fuera de la lista final.

## Clubes
| Rendimiento | Rendimiento       | Rendimiento | Liga     | Liga  | Copa del Emperador | Copa del Emperador | Copa J. League | Copa J. League | Total    | Total |
| Temporada   | Club              | Liga        | Partidos | Goles | Partidos           | Goles              | Partidos       | Goles          | Partidos | Goles |
| ----------- | ----------------- | ----------- | -------- | ----- | ------------------ | ------------------ | -------------- | -------------- | -------- | ----- |
| 2004        | Nagoya Grampus    | J. League   | 4        | 0     | 1                  | 0                  | -              | -              | 5        | 0     |
| 2005        | Nagoya Grampus    | J. League   | 20       | 4     | 1                  | 1                  | 1              | 0              | 22       | 5     |
| 2006        | Nagoya Grampus    | J. League   | 9        | 1     | -                  | -                  | -              | -              | 9        | 1     |
| 2007        | Montedio Yamagata | J. League 2 | 29       | 6     | 1                  | 1                  | -              | -              | 30       | 7     |
| 2008        | Montedio Yamagata | J. League 2 | 23       | 11    | 2                  | 2                  | -              | -              | 25       | 13    |
| 2009        | Kyoto Sanga       | J. League   | 21       | 1     | 2                  | 1                  | 6              | 0              | 29       | 2     |
| 2010        | Sagan Tosu        | J. League 2 | 34       | 13    | 1                  | 3                  | -              | -              | 35       | 16    |
| 2011        | Sagan Tosu        | J. League 2 | 38       | 23    | -                  | -                  | -              | -              | 38       | 23    |
| 2012        | Sagan Tosu        | J. League   | 33       | 19    | 1                  | 0                  | 2              | 1              | 36       | 20    |
| 2013        | Sagan Tosu        | J. League   | 33       | 20    | 4                  | 3                  | 3              | 1              | 40       | 24    |
| 2014        | Sagan Tosu        | J. League   | 32       | 15    | 1                  | 0                  | 3              | 1              | 36       | 16    |
| Total       | Total             | Total       | 279      | 113   | 14                 | 11                 | 15             | 3              | 302      | 124   |

## Palmarés

### Campeonatos continentales
| Título                                | Equipo             | Sede          | Año  |
| ------------------------------------- | ------------------ | ------------- | ---- |
| Campeonato de Fútbol del Este de Asia | Selección de Japón | Corea del Sur | 2013 |

### Distinciones individuales
| Distinción                                 | Año  |
| ------------------------------------------ | ---- |
| Máximo goleador de la J. League Division 2 | 2011 |
| Parte del mejor equipo de la J. League     | 2012 |